# Goodbye (canção de Spice Girls)
"Goodbye" é uma canção do girl group britânico Spice Girls. Foi coescrito pelas integrantes do conjunto, com Richard Stannard e Matt Rowe, tendo sido produzido pelos dois últimos. A música tornou-se a primeira música do grupo sem os vocais de Geri Halliwell. Foi lançado pela Virgin Records em 14 de dezembro de 1998, como um single de Natal, juntamente com o lado B, "Christmas Wrapping". Mais tarde, foi incluído como a décima primeira e última faixa do terceiro álbum de estúdio do grupo Forever.
"Goodbye" foi um sucesso comercial, atingindo o número um do UK Singles Chart, e fazendo as Spice Girls o primeiro grupo a ter três singles consecutivos no número um na semana do Natal desde os Beatles, que alcançaram o mesmo feito em 1965.

## Antecedentes
"Goodbye" foi originalmente escrito por Emma Bunton, Geri Halliwell, Matt Rowe e Richard Stannard com a intenção de estar no álbum Spiceworld. No entanto, devido a falta de tempo, não foi gravado pelas Spice Girls na época. Durante a parte americana da Spiceworld Tour, em julho de 1998, após a saída de Halliwell, Stannard e Rowe voaram para Nashville, Tennessee, para conhecer o grupo e reescrever a música. O grupo colocou suas composições entre as letras da canção e gravou. Na terceira autobiografia das Spice Girls, "Forever Spice", Melanie Chisholm disse que "Goodbye" falava originalmente sobre o término de um relacionamento, mas tornou-se sobre a saída de Halliwell.

## Lado-B
O single contém um cover do single de 1981 "Christmas Wrapping", do The Clothesresses. O cover foi gravado em novembro de 1998 e só apresenta os vocais de Melanie C e Emma Bunton, devido às gravidezes de Mel B e Victoria. As letras do cover apresentam letras anglicizadas para mencionar a Spiceworld Tour e a rede de supermercados britânicos Tesco.

## Lançamento
"Goodbye" foi lançado em no formato de dois CDs (um single padrão e um maxi single). A lista típica de faixas internacionais seguiu a listagem da faixa no Reino Unido. Nos EUA, o single foi lançado como um EP e continha apenas o lado B, "Christmas Wrapping" (que só apresentava vocais de Melanie C e Emma Bunton devido às gravidezes de Mel B e Victoria) e versões ao vivo de "Sisters Are Doin' It for Themselves" e "We Are Family", que foram gravados em um show no Wembley Stadium, em 20 de setembro de 1998. A versão do single nos EUA, também incluiu um conjunto de quatro adesivos das meninas, retratando-as como fadas, semelhantes ao tema do videoclipe, de "Viva Forever". Em novembro de 2000, foi incluído no terceiro álbum de estúdio do grupo, Forever.

## Recepção

### Recepção da crítica
foi recebido com recepção positiva. Uma revisão da Sputnikmusic considerou a música de "muito bom gosto e emocionalmente varrida", enquanto Tania Kraines, da BBC Music, disse que "o despedaçado pós-Geri" Goodbye "proporcionava as meninas o último bom single do grupo."

### Recepção comercial
No Reino Unido, o single tornou-se o oitavo número um do grupo, liderando a parada por uma semana, vendendo 380 mil na primeira semana. "Goodbye" as colocou na história, como o primeiro artista a ter três singles consecutivos no número um de Natal, da principal parada do Reino Unido, desde os Beatles. A partir de dezembro de 2013, a música já tinha vendido 884 mil cópias no Reino Unido, tornando-se o quarto single mais vendido do grupo. Na Nova Zelândia, estreou e ficou no número um por duas semanas, seu segundo número um consecutivo, após "Viva Forever", que também estreou e ficou no número um, por duas semanas. "Goodbye" foi o terceiro e último single do grupo em número um, na Nova Zelândia, com "Wannabe" em 1996, sendo o primeiro. Também foi o nono single consecutivo das meninas a está entre os dez melhores, naquele país. "Holler" seria o décimo.
A música estreou e atingiu o número onze no Billboard Hot 100, com vendas de 74.000 cópias no número quatro na Hot 100 Singles Sales e sendo certificado de ouro, pelas vendas de 600.000 cópias.
No Canadá, atingiu o primeiro lugar no Canadian Singles Chart por 13 semanas consecutivas, tornando-se o primeiro e único número único do grupo no Canadá.

## Videoclipe

O grupo como um quarteto, no clipe da música para "Goodbye".

O videoclipe da música foi filmado em Mentmore Towers em Mentmore, Buckinghamshire em 1 e 2 de novembro de 1998. Ele abre com cada uma das garotas em quatro carros pretos diferentes: 1957 Cadillac Fleetwood 75, 1941 Cadillac Fleetwood 75, 1955 Imperial Newport, 1958 Imperial Crown e lobos brancos correndo. Elas chegam a um castelo e sobem as escadas abraçadas. Quando elas entram, há casais congelados que as meninas observam. O vídeo também mostra cenas de cada garota, em um cenário diferente, com objetos caindo e depois juntas como um grupo. O vídeo termina com o gelo derrubando as pessoas enquanto elas voltam à vida, então mostra a cena das garotas, entrando no reverso para parecer que estão indo embora.

## Performances ao vivo
"Goodbye" foi incluído no set-list da Christmas in Spiceworld Tour, em 1999. A música foi cantada no Brit Awards de 2000, juntamente com "Spice Up Your Life", "Say You'll Be There" e "Holler". Durante a cerimônia, as Spice Girls receberam um prêmio de contribuição excepcional para a indústria de música britânica. Também foi performado no Royal Variety Performance, Live & Kicking, Pepsi Chart e Top of the Pops em 1998, para promover o single. Mel B e Victoria também apareceram na TFI Friday, para promover o single.
Em 2007 e 2008, a música foi cantada na turnê The Return of the Spice Girls. Geri Halliwell cantou a harmonia com o resto das meninas. Era a única música gravada sem os seus vocais em que ela participou.

## Faixas e formatos
Estes são os formatos e faixas dos principais singles lançados de "Goodbye".
| CD1 Britânico: - 1. Goodbye [Edição de Rádio] - 4:20 - 2. Christmas Wrapping - 4:14 - 3. Goodbye [Versão orquestral] - 4:14 CD2 Britânico: - 1. Goodbye [Versão Single] - 4:47 - 2. Sisters Are Doing It For Themselves [Ao Vivo] - 4:22 - 3. We Are Family [Ao Vivo] - 3:35 VERSION REGULAR - 1. Goodbye [Edição de Rádio] - 4:20 - 2. Christmas Wrapping - 4:14 - 3. Sisters Are Doing It For Themselves [Ao Vivo] - 4:22 - 4. We Are Family [Ao Vivo] - 3:35 - 5. Goodbye [Versão orquestral] - 4:14 - 6. Goodbye [Vídeo] | PROMOCIONAL - 1. Goodbye [Edição de Rádio] - 4:10 - 2. Goodbye [Edição de Single] - 4:46 - 3. Goodbye [Call Out Research Hook] - 0:10 - 4. Goodbye [Radio Edit Extended] -4;20 CD single 1. "Goodbye" (Edição de Rádio) - 3:55 2. "Goodbye" (Unplugged) - 4:22 3. "Goodbye" (Score) - 5:34 4. "Goodbye" - 3:03 5. "Too Much" (Pout Pourri:Versão orquestral+ Soul shock & Karlin Remix com Emma) -6:12 |

## Desempenho nas tabelas musicais
| Chart (1998–99)                       | Maior posição |
| ------------------------------------- | ------------- |
| Alemanha (Media Control AG)           | 17            |
| Austrália (ARIA)                      | 3             |
| Áustria (Ö3 Austria Top 75)           | 13            |
| Bélgica (Ultratop 50 de Flandres)     | 13            |
| Bélgica (Ultratop 40 da Valônia)      | 12            |
| Canadá (Canadian Hot 100)             | 15            |
| Canadá (Canadian Singles Chart)       | 1             |
| Dinamarca (IFPI)                      | 5             |
| Escócia (Official Charts Company)     | 1             |
| Espanha (AFYVE)                       | 8             |
| Estados Unidos (Billboard Hot 100)    | 11            |
| Europa (European Hot 100 Singles)     | 2             |
| Finlândia (Suomen virallinen lista)   | 2             |
| França (SNEP)                         | 21            |
| Grécia (IFPI)                         | 7             |
| Hungria (MAHASZ)                      | 2             |
| Eslováquia (Íslenski Listinn Topp 40) | 21            |
| Irlanda (IRMA)                        | 1             |
| Itália (FIMI)                         | 1             |
| Noruega (VG-lista)                    | 6             |
| Nova Zelândia (NZ Top 10 Heatseekers) | 1             |
| Países Baixos (Dutch Top 40)          | 4             |
| Países Baixos (Mega Single Top 100)   | 5             |
| Reino Unido (UK Singles Chart)        | 1             |
| Suécia (Sverigetopplistan)            | 2             |
| Suíça (Schweizer Hitparade)           | 8             |

| Chart (1998)                         | Maior posição |
| ------------------------------------ | ------------- |
| Austrália (Australian Singles Chart) | 99            |
| Reino Unido (UK Singles Chart)       | 7             |
| Suécia (Swedish Singles Chart)       | 29            |
| Chart (1999)                         | Maior posição |
| Austrália (Australian Singles Chart) | 45            |
| Canadá (Canadian Singles Chart)      | 96            |
| Itália (Italy Singles Chart)         | 20            |